# 21275 Tosiyasu
21275 Tosiyasu este un asteroid din centura principală de asteroizi.

## Descriere
21275 Tosiyasu este un asteroid din centura principală de asteroizi. A fost descoperit pe 23 septembrie 1996 la Nanyo de Tomimaru Okuni. El prezintă o orbită caracterizată de o semiaxă mare de 2,18 ua, o excentricitate de 0,19 și o înclinație de 1,2° în raport cu ecliptica.